# Riccardia mycophora
Riccardia mycophora là một loài rêu trong họ Aneuraceae. Loài này được A. Evans mô tả khoa học đầu tiên năm 1921.